# Zale ruperti
Zale ruperti là một loài bướm đêm trong họ Erebidae.